# NGC 854
NGC 854 est une vaste galaxie spirale barrée située dans la constellation du Fourneau. NGC 854 a été découverte par l'astronome britannique John Herschel en 1834.

## Caractéristiques
Sa vitesse par rapport au fond diffus cosmologique est de 6 035 ± 15 km/s, ce qui correspond à une distance de Hubble de 89,0 ± 6,2 Mpc (∼290 millions d'al).
À ce jour, une douzaine de mesures non basées sur le décalage vers le rouge (redshift) donnent une distance de 71,633 ± 5,391 Mpc (∼234 millions d'al), ce qui est à l'extérieur des valeurs de la distance de Hubble. Notons cependant que c'est avec la valeur moyenne des mesures indépendantes, lorsqu'elles existent, que la base de données NASA/IPAC calcule le diamètre d'une galaxie et qu'en conséquence le diamètre de NGC 854 pourrait être d'environ 64,7 kpc (∼211 000 al) si on utilisait la distance de Hubble pour le calculer. 
La classe de luminosité de NGC 854 est III et elle présente une large raie HI. Elle renferme également des régions d'hydrogène ionisé.